# Sabine Techel
Sabine Techel (* 3. November 1953 in Berlin; † 21. Februar 2017) war eine deutsche Schriftstellerin.

## Leben
Sabine Techel studierte Deutsch und Englisch. Seit 1978 veröffentlichte sie Gedichte und Prosatexte. Seit 2004 entstanden Theaterarbeiten. Außerdem arbeitete Techel als Übersetzerin (Sylvia Plath). Sie war Mitglied der Neuen Gesellschaft für Literatur (NGL) und von 1984 bis 1986 in deren Vorstand gewählt worden.
Sabine Techel lebte als freie Schriftstellerin in Berlin.

## Förderungen
- Leonce-und-Lena-Förderpreis 1985
- Förderpreis zum Friedrich-Hölderlin-Preis der Stadt Bad Homburg 1989
- Arbeitsstipendium des Berliner Kultursenators (mehrfach)
- Alfred-Döblin-Stipendium 1989
- Stiftung Niedersachsen 1994
- Atelierhaus Worpswede 1995
- Stichting Kulturele Uitwesseling (Amsterdam) 1997
- Künstlerdorf Schöppingen 2005

## Werke (Auswahl)
- Es kündigt sich an, Gedichte. Frankfurt am Main: Suhrkamp 1986. ISBN 3-518-11370-4.
- Mehr als Augen. Frankfurt am Main: Frankfurter Verlagsanstalt 1988. ISBN 3-627-10040-9.